# Arachosia albiventris
Arachosia albiventris là một loài nhện trong họ Anyphaenidae.
Loài này thuộc chi Arachosia. Arachosia albiventris được Cândido Firmino de Mello-Leitão miêu tả năm 1922.